# Paranzano
Paranzano è una frazione del comune di Casperia in provincia di Rieti, situata a circa 2 km dal centro storico.

## Archeologia
Sono stati rinvenuti resti di epoca romana, testimonianza dell'esistenza di una villa appartenuta forse al liberto Pallante. Questo spiegherebbe anche l'etimologia del nome: Paranzano deriva da Pallantianum.
Sulla strada per Cantalupo Sabina si notano resti di mura e parte di un acquedotto romano. Sempre sulle vestigia dell'antica villa romana è stata edificata la piccola chiesa di Santa Maria della Neve.
Nel 1871 sono state rinvenute due state femminili di epoca romana, probabilmente parte di un ninfeo. Le statue ora sono conservate presso il Museo d'arte e storia di Ginevra ed il Carlsberg Museum di Copenaghen.